# Abantis pillaana
Abantis pillaana là một loài bướm ngày thuộc họ Bướm nhảy. Loài này được tìm thấy ở Nam Phi, Zimbabwe, Botswana, từ Mozambique đến Đông Phi, Ethiopia và Tây Nam Bán đảo Ả Rập.
Sải cánh của loài này là 30–37 mm đối với con đực và 35–44 mm đối với con cái. Con trưởng thành mọc cánh quanh năm, đỉnh điểm từ tháng 9 đến tháng 11 và từ tháng 3 đến tháng 5 ở miền nam châu Phi.
Ấu trùng ăn các loài thuộc chi Grewia (Grewia flava và Grewia monticola), Dombeya (Dombeya rotundifolia và Dombeya burgessiae) và Sterculia quinqueloba.